# Bataille de Boukamal (2014)
Pour les articles homonymes, voir Bataille de Boukamal.
Guerre civile syrienne
Batailles
La bataille de Boukamal a lieu les 10 et 11 avril 2014  lors de la guerre civile syrienne. Elle s'achève par la victoire des rebelles qui prennent la ville de Boukamal à l'État islamique en Irak et au Levant. 

## Prélude
Le 10 avril 2014, les djihadistes de l'État islamique en Irak et au Levant (EIIL) attaquent Boukamal, une ville peuplée en 2011 de 70 000 habitants, située près de la frontière irakienne. L'objectif de l'EIIL, depuis la perte du gouvernorat de Deir ez-Zor, est de rétablir une jonction avec le reste de ses forces restées en Irak,.
Cependant, la ville est tenue par des groupes rebelles, principalement par le Front al-Nosra, mais d'autres groupes islamistes ainsi que des forces de l'Armée syrienne libre sont également présents. Non loin, l'armée irakienne renforce de son côté son poste-frontière en installant notamment, sur plusieurs centaines de mètres, des barrières de protection en béton hautes de trois mètres,.

## Déroulement
L'EIIL lance l'assaut à l'aube et s'empare de plusieurs quartiers, les combats ont lieu dans trois secteurs à 15 km du centre de la ville. Cependant les rebelles finissent par recevoir des renforts qui parviennent à repousser les assaillants hors de la ville le 11 avril. Ces derniers se replient au sud-ouest, vers un site pétrolier nommé T2, situé à une soixantaine de kilomètres de Boukamal. Au cours de la retraite, les hommes de l'EIIL exécutent sept prisonniers, issus d'une brigade rebelle islamiste,. 

## Pertes
Le 11 avril, selon les déclarations de Rami Abdel Rahmane, directeur de l'Observatoire syrien des droits de l'homme (OSDH), les combats « ont fait 68 morts, y compris 53 combattants du Front Al-Nosra et des brigades islamistes, dont certains ont été exécutés par l'EIIL ». Le bilan est ensuite revu à la hausse et par la suite Rami Abdel Rahmane annonce que les affrontements « ont fait 86 morts, y compris 60 combattants du Front al-Nosra et des brigades islamistes ».

## Suites
Boukamal, tombe finalement aux mains de l'État islamique en Irak et au Levant le 25 juin 2014, lorsque Abu Yusuf Al Masri, commandant du Front al-Nosra dans cette ville fait défection et rallie l'EIIL avec ses hommes. En réaction, le Front al-Nosra lance une attaque pour reprendre la ville le 28 juin, mais sans succès.